# Dobiesław (kasztelan wiślicki)
Dobiesław herbu Odrowąż (ur. ok. 1230, zm. po 16 października 1280) – kasztelan zawichojski, kasztelan żarnowski, kasztelan wiślicki, pośrednik w sporze między księciem Mszczujem II a księciem kujawskim Siemomysłem.

## Życiorys
Pochodził z możnowładczego rodu Odrowążów. Był synem kasztelana krakowskiego Sąda Dobiesławica (Dobiesławicza). Jego dziadem stryjecznym był biskup krakowski Iwo Odrowąż.
W 1256 roku zostaje kasztelanem zawichojskim. W 1258 roku otrzymuje kasztelanię żarnowską, od 1271 roku zostaje kasztelanem wiślickim (urząd ten sprawuje do 1275 r.), bierze udział w wyprawie księcia Bolesława Wstydliwego i sprzymierzonych z nim książąt przeciw księciu wrocławskiemu Henrykowi IV Probusowi.
Przenosi się z rodzimej Małopolski na Kujawy. Był pośrednikiem w sporze między księciem Mszczujem II a księciem kujawskim Ziemomysłem. Doprowadza do zgody powaśnionych książąt i przyczynia się do tego, iż Ziemomysł oddala od siebie niemieckich doradców. 
Otrzymał od Mszczuja II dwie posiadłości nad Wisłą – Łęg i Otorowo. Nadanie Mszczuja potwierdził książę Ziemomysł.
Dobiesław był w związku małżeńskim z Zwinisławą, córką księcia tczewsko-lubiszewskiego, Sambora II, stryjeczną siostrą księcia Mszczuja II.